# Final da Copa São Paulo de Futebol Júnior de 2025
No dia 25 de janeiro de 2025, foi realizada a final da Copa São Paulo de 2025, a 55.ª edição desta competição de futebol masculino sub-20 organizada pela Federação Paulista de Futebol (FPF). O jogo foi protagonizado por Corinthians e São Paulo, no estádio Paulo Machado de Carvalho, o Pacaembu, que retornou a sediar a decisão da competição após cinco anos. A arbitragem principal ficou a cargo de Marianna Nanni Batalha. O São Paulo venceu o rival por 3 a 2 e se sagrou pentacampeão da competição.
O São Paulo alcançou a final com uma campanha superior à do rival, com sete vitórias e um empate, enquanto o Corinthians teve seis vitórias, um empate e uma derrota. Isso garantiu que o clube tivesse o mando de campo na final e, consequentemente, o direito de contar com a presença de sua torcida, já que os clássicos no estado de São Paulo são disputados com torcidas únicas desde 2016.
O São Paulo reverteu uma vantagem de dois gols do Corinthians no jogo, feito que foi exaltado pelos meios de comunicação como "épico", "heroico" e "histórico". Ryan Francisco, que não jogou a final, foi o artilheiro da competição, com dez gols, e também o melhor jogador do torneio. Já Paulinho recebeu o prêmio de melhor jogador da final, na qual marcou dois dos três gols do São Paulo.

## Antecedentes
Em 2025, o São Paulo foi o Campeão da 55.ª Copa São Paulo de Futebol Júnior, conquistando seu 5° título e chegando a sua 12.ª  final contra o Corinthians que chegou à 20.ª final da Copa São Paulo, onde possui 11 títulos, ainda sendo o maior vencedor da competição. Além disso, o clube era o atual campeão, após vencer o Cruzeiro na final de 2024. Por outro lado, o São Paulo conquistou anteriormente a 2025 seu título em 2019, diante do Vasco da Gama. Os clubes já haviam decidido a Copa São Paulo em outras duas ocasiões. Na primeira, em 1993, o São Paulo saiu vitorioso por 4 a 3, enquanto na segunda, em 2004, o Corinthians venceu por 2 a 0.

## Caminho até à final
Em 4 de janeiro, Corinthians e São Paulo fizeram sua estreia na Copa São Paulo de 2025. O São Paulo fez parte do grupo 11, com sede em Jaú, e conquistou três vitórias nas três partidas iniciais: contra Serra Branca (2 a 0), Picos (7 a 0) e XV de Jaú (2 a 1). Nas fases seguintes, goleou o América de Natal (4 a 0) e o Juventude (1 a 0), antes de empatar sem gols contra o Fluminense nas oitavas de final, eliminando o adversário nos pênaltis. Com o resultado positivo, enfrentou o Cruzeiro nas quartas de final e o Criciúma na semifinal, vencendo os adversários por 3 a 1 e 2 a 1, respectivamente.
O Corinthians, por sua vez, ficou no grupo 27, em Santo André, e venceu os dois primeiros jogos contra Porto Velho e Rio Branco-AC por 3 a 0 em cada um. No entanto, perdeu a última rodada para o clube anfitrião por 2 a 0, resultado que fez com que se classificasse em segundo lugar no grupo. Nas fases seguintes, eliminou o Falcon de Sergipe pelo placar mínimo e goleou o Vila Nova por 4 a 1, antes de empatar sem gols contra o Ituano nas oitavas de final, eliminando o adversário nos pênaltis. Em seguida, eliminou o Vasco da Gama e o Grêmio pelo placar mínimo nas quartas de final e semifinal, respectivamente.
| São Paulo        | São Paulo    | São Paulo  | Rodada           | Corinthians   | Corinthians  | Corinthians |
| Adversário       | Resultado    | Local      | Rodada           | Adversário    | Resultado    | Local       |
| ---------------- | ------------ | ---------- | ---------------- | ------------- | ------------ | ----------- |
| Serra Branca     | 2–0          | Jaú        | Primeira fase    | Porto Velho   | 3–0          | Santo André |
| Picos            | 7–0          | Jaú        | Primeira fase    | Rio Branco-AC | 3–0          | Santo André |
| XV de Jaú        | 2–1          | Jaú        | Primeira fase    | Santo André   | 0–2          | Santo André |
| América de Natal | 4–0          | Jaú        | Segunda fase     | Falcon        | 1–0          | Santo André |
| Juventude        | 1–0          | Jaú        | Terceira fase    | Vila Nova     | 4–1          | Santo André |
| Fluminense       | 0–0 (5–4 p.) | Jaú        | Oitavas de final | Ituano        | 0–0 (5–4 p.) | Santo André |
| Cruzeiro         | 3–1          | Jaú        | Quartas de final | Vasco da Gama | 1–0          | Santo André |
| Criciúma         | 2–1          | Araraquara | Semifinais       | Grêmio        | 1–0          | Barueri     |

## Pré-jogo

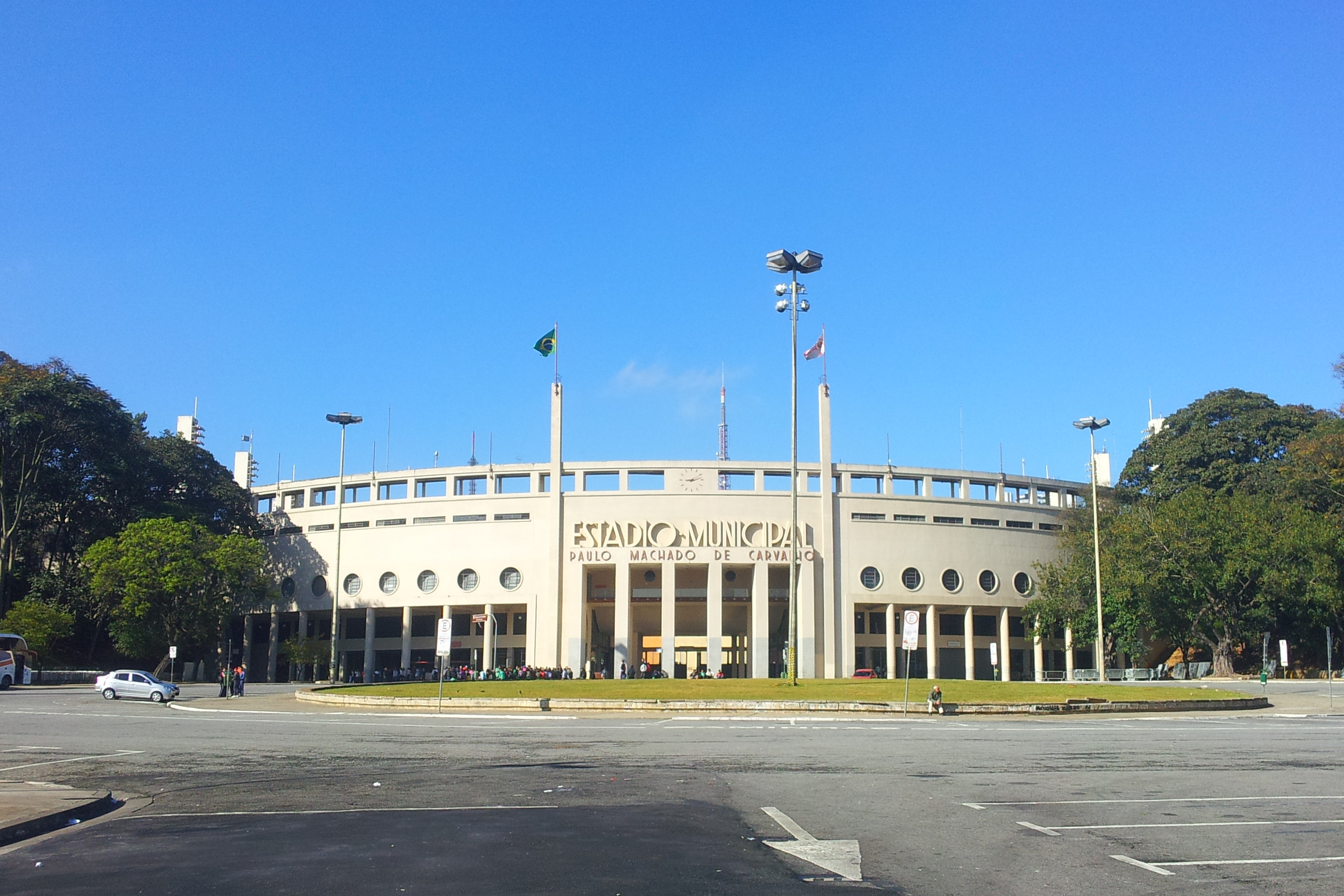
Fachada do Pacaembu, estádio que retornou a sediar a final da competição após três edições.

Tradicionalmente, a final da Copa São Paulo é realizada no aniversário da cidade de São Paulo, em 25 de janeiro, no estádio do Pacaembu. No entanto, nos últimos anos, o local foi fechado para obras e não pôde sediar as decisões das três últimas edições da competição. Em 2025, as obras estavam na fase final, e o estádio começou a ser cogitado como sede para a final deste ano. Tanto que, no dia 13 de janeiro, o presidente da FPF, Reinaldo Carneiro Bastos, confirmou o estádio como sede da final. No entanto, a confirmação oficial só ocorreu em 23 de janeiro, após a Prefeitura de São Paulo emitir um alvará temporário de uso, com capacidade reduzida para 20 mil lugares.
Por causa de uma determinação do Ministério Público, em 2016, os clássicos entre os clubes paulistas passaram a ser realizados com a presença de torcida única do mandante. Em decorrência dessa limitação, o regulamento estabeleceu que, em caso de clássico paulista, o clube com a melhor campanha seria determinado como mandante da final e, consequentemente, poderia contar com o apoio de seus torcedores. O São Paulo obteve essa condição por ter conquistado sete vitórias e um empate nos oito jogos disputados até então, enquanto o Corinthians teve seis vitórias, um empate e uma derrota. Os ingressos foram vendidos por preços que variaram entre 60 e 120 reais.
No que diz respeito à arbitragem, a FPF escolheu Marianna Nanni Batalha, que se tornou a primeira mulher a apitar a final da Copa São Paulo. Ela foi auxiliada por Raphael de Albuquerque Lima e Dênis Matheus Afonso Ferreira, enquanto Fagson Júnior dos Santos Silva e Márcio Henrique de Gois atuaram, respectivamente, como quarto árbitro e assistentes de vídeo. Os canais responsáveis por transmitir a final foram a TV Globo, o SporTV e a CazéTV.

## Partida
O começo da partida foi caracterizado por equilíbrio, com as duas equipes tendo oportunidades de marcar. Um exemplo disso aconteceu aos 25 minutos, quando Nícollas, do Corinthians, arriscou de fora da área e acertou a trave do goleiro João Pedro. Na sequência, Pellegrin finalizou para fora. Um minuto depois, o jogador do São Paulo, Lucas Ferreira, também tentou de longa distância e acertou o travessão. Depois da pausa técnica, o Corinthians melhorou e marcou o primeiro gol aos 34 minutos. Denner foi lançado pelo defensor Garcez, dominou na área, driblou o marcador e concluiu. Dez minutos mais tarde, Gui Negão aproveitou o descuido da defesa rival para ampliar a vantagem. Dois minutos mais tarde, o São Paulo diminuiu o placar em uma cobrança de escanteio já nos minutos finais do primeiro tempo. Paulinho surgiu livre e se antecipou ao goleiro Kauê para marcar.
Na volta do intervalo, o técnico Allan Barcellos fez mudanças na equipe tricolor. Lucas Loss e Samuel saíram para as entradas de Osório e Pedro Ferreira. Essas alterações surtiram efeito, tornando o time mais ofensivo. Osório, inclusive, teve a chance de empatar a partida ao cabecear uma cobrança de escanteio. A bola, no entanto, passou rente à trave. O empate se concretizou aos 18 minutos, em mais uma cobrança de escanteio. Desta vez, o goleiro Kauê hesitou na saída, e o zagueiro Andrade apareceu sozinho para cabecear. Dois minutos depois, o lateral-direito Maik cruzou para Paulinho, que colocou o São Paulo à frente no placar. Depois disso, o ritmo caiu bastante, com o time vencedor adotando uma estratégia mais defensiva. O Corinthians falhou em reagir e quase levou o quarto gol em um arremate do meio-campista Alves.
| 25 de janeiro    | São Paulo                          | 3 – 2          | Corinthians                | Pacaembu, São Paulo                                                    |
| 10h00min (UTC−3) | Paulinho 45+1' e 65' · Andrade 63' | Súmula Boletim | Denner 34' · Gui Negão 44' | Público: 18 949 Renda: R$ 1.096.040,00 Árbitro: Marianna Nanni Batalha |

| São Paulo | Corinthians |

| G               | 1  | João Pedro      |     |          |
| LD              | 2  | Maik            | 38' | 75'      |
| Z               | 4  | Andrade         |     |          |
| Z               | 14 | Lucas Loss      |     | INT'     |
| LE              | 6  | Guilherme Reis  |     |          |
| M               | 5  | Felipe Negrucci |     |          |
| M               | 8  | Hugo            |     | 11'      |
| M               | 10 | Alves           | 17' |          |
| A               | 7  | Lucca           |     | 81'      |
| A               | 11 | Lucas Ferreira  |     |          |
| A               | 28 | Paulinho        |     | 81'      |
| Suplentes:      |    |                 |     |          |
| G               | 12 | Luciano         |     |          |
| LD              | 17 | Raphinha        |     | 75'      |
| Z               | 13 | Osório          |     | INT'     |
| V               | 19 | Felipe          |     |          |
| M               | 21 | Samuel          |     | 11' INT' |
| M               | 22 | Pedro Bezerra   |     | 81'      |
| M               | 23 | Pedro Ferreira  |     | INT'     |
| M               | 25 | Luiz Henrique   |     |          |
| A               | 27 | Tetê            | 85' | 81'      |
| Treinador:      |    |                 |     |          |
| Allan Barcellos |    |                 |     |          |

| G               | 1  | Kauê            |     |         |
| LD              | 2  | Caipira         |     |         |
| Z               | 3  | Fernando Vera   |     |         |
| Z               | 4  | Garcez          |     |         |
| LE              | 6  | Denner          |     |         |
| M               | 5  | Bahia           | 35' | 79'     |
| M               | 18 | Dieguinho       |     | 87'     |
| M               | 20 | Thomas          | 52' | 79'     |
| A               | 9  | Gui Negão       | 81' |         |
| A               | 11 | Nícollas        | 37' | 58'     |
| A               | 17 | Pellegrin       |     | 58'     |
| Suplentes:      |    |                 |     |         |
| G               | 12 | Matheus Corrêa  |     |         |
| Z               | 23 | Lucas Fernandes |     |         |
| LE              | 16 | Vinicius Gomes  |     |         |
| M               | 8  | Victor Dourado  |     | 58' 87' |
| M               | 10 | Luiz Eduardo    |     | 87'     |
| M               | 25 | Caraguá         |     | 79'     |
| M               | 28 | Lucas Fernandes |     | 58'     |
| A               | 19 | Nicolas Araújo  |     | 79'     |
| A               | 26 | Richard         |     | 87'     |
| Treinador:      |    |                 |     |         |
| Orlando Ribeiro |    |                 |     |         |

| Árbitros assistentes Raphael de Albuquerque Lima Dênis Matheus Afonso Ferreira Quarto árbitro Fagson Júnior dos Santos Silva Árbitros assistentes de árbitro de vídeo: Márcio Henrique de Gois Amanda Matias Masseira Thiago Luis Scarascati | Regras da partida - 90 minutos de tempo regulamentar - Disputa por pênaltis, se empate persistir - Máximo de 6 substituições por equipe em 3 intervalos |

## Pós-jogo
Com a vitória, o São Paulo conquistou a Copa São Paulo pela quinta vez, um título que não conquistava desde 2019. Os veículos de imprensa intitularam o resultado como "épico", "heroico" e "histórico" devido à virada que reverteu a vantagem corintiana de dois gols. O técnico Allan Barcelos também foi exaltado por alguns meios de comunicação. Pela categoria sub-20, ele comandou o São Paulo até a final da Copa São Paulo em 47 jogos, com 33 vitórias, 11 empates e apenas três derrotas. Em dezembro de 2024, ele havia conquistado a Copa do Brasil, contra o Palmeiras, em um jogo que também começou perdendo por 2 a 0 e conseguiu virar o placar para 3 a 2.
O São Paulo liderou as premiações individuais da Copa São Paulo. Ryan Francisco, que não jogou a final, marcou um total de 10 gols, terminando como artilheiro isolado e melhor jogador da competição. Por sua vez, Paulinho, autor de dois gols na vitória do clube, foi eleito o melhor jogador da final. Ryan, inclusive, foi promovido à equipe profissional e marcou o gol da vitória do São Paulo contra a Portuguesa pelo Campeonato Paulista em 29 de janeiro, quatro dias após o término da Copa São Paulo.